# ستنده
ستنده (بالإنجليزية: Stende)‏ هي منطقة سكنية تقع في لاتفيا في Talsi District.